# Johannes Schenk (Schriftsteller)

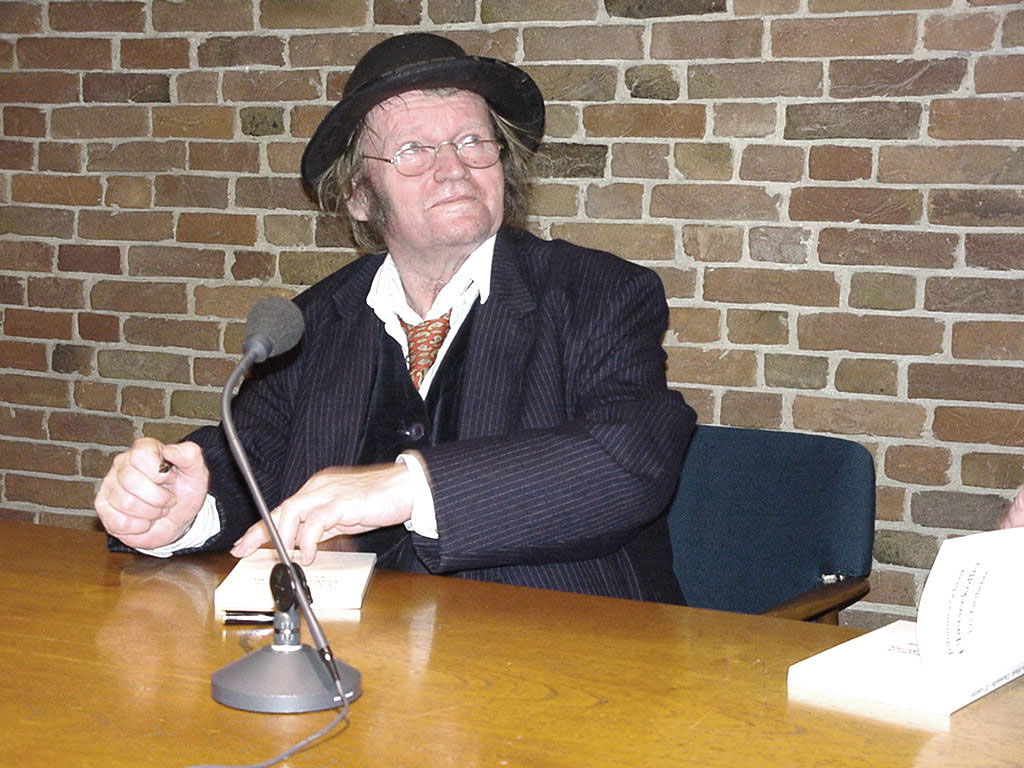
Johannes Schenk in der Akademie der Künste (Berlin) 2004

Johannes Schenk (* 2. Juni 1941 in Berlin; † 4. Dezember 2006 ebenda) war ein deutscher Schriftsteller.

## Leben
Johannes Schenk war ein Sohn des Schriftstellers und Fotografen Gustav Schenk, der während des Dritten Reiches von Hannover nach Worpswede gezogen war. Bereits mit vierzehn Jahren heuerte Johannes Schenk als Matrose auf verschiedenen Frachtschiffen an. Seine letzte Seereise unternahm er im Jahr 1962 auf einem umgebauten Rettungsboot, mit dem er bis Casablanca kam, wo er seine Karriere als Seemann beendete. Seit 1964 war er der Lebensgefährte der Malerin Natascha Ungeheuer.
Nach seiner Rückkehr aus Marokko übte er Gelegenheitstätigkeiten aus, u. a. als Gärtner, Straßenarbeiter und Buchhändler. Ende der 1960er Jahre war er als Bühnenarbeiter an der Berliner Schaubühne am Halleschen Ufer beschäftigt, wo er später an Theateraufführungen für junge Arbeiter mitwirkte. 1969 hatte er mit Freunden das Kreuzberger Straßentheater gegründet, das Schenks Stücke aufführte. Von 1986 bis 1993 betrieb Johannes Schenk in einem Fabrikgebäude im Berliner Stadtteil Kreuzberg das Schenksche Sonntagscafé, das vor allem durch seine Lesungen Bekanntheit erlangte. Aber es gab auch Lesungen der Schriftstellerkollegen Kurt Mühlenhaupt und Jurek Becker. Der Maler A. R. Penck trat in dem Café mit seiner Penck Band auf. Und Klaus Schlesinger hat in seinem Buch Fliegender Wechsel das Café beschrieben.
1979 war Schenk Writer-in-Residence am Oberlin College in Oberlin (Ohio). 1986 war Schenk Stipendiat in der Villa Serpentara, Akademie der Künste Berlin. 1989 erhielt er ein Autorenstipendium der Stiftung Preußische Seehandlung und 1997 die Kester-Heusler-Ehrengabe der Deutschen Schillerstiftung.
In den 1990er Jahren zog Schenk zurück nach Worpswede, wo er in einem Zirkuswagen lebte und sich auch als Maler versuchte. Er lebte abwechselnd in Worpswede und Berlin.

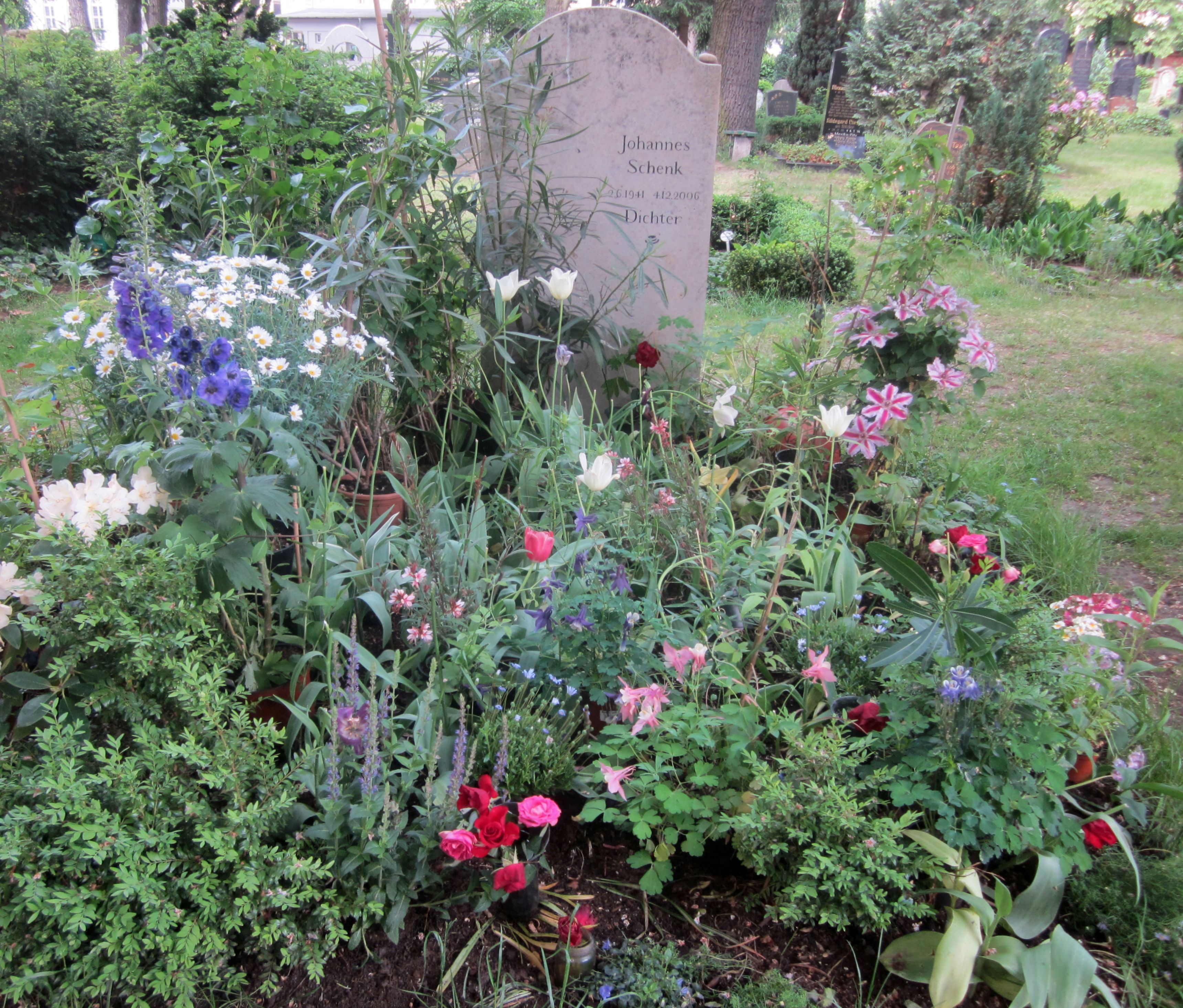
Grab in Berlin-Kreuzberg

Johannes Schenk liegt auf dem Friedhof III der Jerusalems- und Neuen Kirchengemeinde in Berlin-Kreuzberg begraben, direkt hinter dem Grab von E. T. A. Hoffmann.

## Position
Johannes Schenk begann als Verfasser von Theaterstücken und Lyrik in Agitprop-Manier: Seine Sympathie galt den Unterdrückten und Unterprivilegierten, denen er in seinen Texten die Utopie eines anderen Lebens vermitteln wollte. Unter dem Einfluss ausgedehnter Lektüre nehmen in seinen späteren Gedichten und Prosawerken die Motive der Sehnsucht und das Thema der Seefahrt einen breiteren Raum ein.

## Mitgliedschaft
- P.E.N.-Zentrum deutschsprachiger Autoren im Ausland

## Werke
- Fisch aus Holz. Spiel in 11 Bildern, gezeichnet von Natascha Ungeheuer. Neue Rabenpresse, Berlin 1967.
- Bilanzen und Ziegenkäse. Gedichte mit Zeichnungen von Natascha Ungeheuer. Neue Rabenpresse, Berlin 1968.
- Zwiebeln und Präsidenten. Gedichte. Wagenbach, Berlin 1969.
- Transportarbeiter Jakob Kuhn. Theatertext (1972). In: Spectaculum 25/Bd. III. Suhrkamp, Frankfurt am Main 1976.
- Die Genossin Utopie. Gedichte. Wagenbach, Berlin 1973.
- Das Schiff. Schauspiel. Verlag der Autoren, Frankfurt am Main 1974.
- Jona. Gedichte. Rowohlt, Reinbek bei Hamburg 1976.
- Die Stadt im Meer. Kinderroman. Mit Zeichnungen von Natascha Ungeheuer. Luchterhand, Darmstadt und Neuwied 1977.
- Zittern. Gedichte. Wagenbach, Berlin 1977, ISBN 3-8031-0086-0.
- Der Schiffskopf. Geschichten. Rowohlt, Reinbek bei Hamburg 1978.
- Für die Freunde an den Wasserstellen. Gedichte. Rowohlt, Reinbek bei Hamburg 1980.
- Gesang des bremischen Privatmanns Johann Jakob Daniel Meyer. Athenäum Verlag, München u. Königstein 1982.
- Die Abenteuer des Erfinders Philipp Nobalbo. Zusammen mit Natascha Ungeheuer. Hamburg 1984.
- Café Americain. Gedichte. Deutsche Verlags-Anstalt, Stuttgart 1985.
- Bis zur Abfahrt des Postdampfers. Gedichte. Deutsche Verlags-Anstalt, Stuttgart 1988.
- Licht im Moor. Erinnerung. Fotografien von Hans Saebens. Herausgegeben von Horst Wöbbeking. Atelier im Bauernhaus, Fischerhude 1990 ISBN 3-88132-165-9.
- Spektakelgucker. Gedichte. Deutsche Verlags-Anstalt, Stuttgart 1990.
- Unter dem Holunderbusch. Gedichte. Linolschnitte von Wolfgang Jörg. Berliner Handpresse, Berlin 1991.
- Dorf unterm Wind. Eine Kindheit in Worpswede. Deutsche Verlagsanstalt, Stuttgart 1993 ISBN 3421066329
- Hinter dem Meer. Gedichte. Donat Verlag, Bremen 1998, ISBN 3931737586
- Segeltuch. Gedichte. Gerike, Berlin 1999.
- Überseekoffer. Gedichte. Gerike, Berlin 2000.
- Galionsgesicht. Ein Gedicht. Selbstverlag, Berlin 2002.
- Salz in der Jackentasche. Gedichte. Selbstverlag, Berlin 2005 ISBN 3000167854
- Jo Schattig. Roman, aus dem Nachlaß veröffentlicht. Wallstein, Göttingen, ISBN 978-3835304994.
- Geschenke. 14 Gedichte, eine Geschichte, Zeichnungen. Mit Natascha Ungeheuer: Lithographien. Edition Mariannenpresse, Berlin 2007. ISBN 3-926433-51-5.
- Die Gedichte. 1964–2006. Wallstein, Göttingen 2009, ISBN 978-3835304437.

## Übersetzung
- Aras Ören: Was will Niyazi in der Naunynstraße? Aus dem Türkischen übersetzt zusammen mit H. Achmed Schmiede. Rotbuch Verlag, Berlin 1973.